# Rani Mukherjee
Rani Mukherjee (Mumbai, 21 marzo 1978) è un'attrice indiana.

## Biografia
È una delle più famose giovani attrici di Bollywood. Nella sua famiglia ci sono molte personalità legate al cinema: suo padre, Ram Mukherjee è stato regista; suo fratello, Raja Mukherjee è produttore e regista anch'egli; la zia materna, Debashree Roy è una famosa attrice, così come le cugine Kajol e Tanisha Mukherjee.
Ha debuttato nel 1996 con Raja Ki Aayegi Baraat, ma il suo primo successo è stato Kuch Kuch Hota Hai nel 1998.
Da allora ha recitato in numerosi film accanto a star come Shah Rukh Khan, Abhishek Bachchan e Preity Zinta, vincendo vari premi.

## Filmografia
- Biyer Phul, regia di Ram Mukherjee (1996)
- Raja Ki Ayegi Baraat, regia di Ashok Gaekwad (1997)
- Ghulam, regia di Vikram Bhatt (1998)
- Kuch Kuch Hota Hai, regia di Karan Johar (1998)
- Mehndi, regia di Hamid Ali (1998)
- Mann, regia di Indra Kumar (1999)
- Hello Brother, regia di Sohail Khan (1999)
- Badal, regia di Raj Kanwar (2000)
- Hey Ram, regia di Kamal Haasan (2000)
- Hadh Kar Di Aapne, regia di Manoj Agrawal (2000)
- Bichhoo, regia di Guddu Dhanoa (2000)
- Har Dil Jo Pyar Karega..., regia di Raj Kanwar (2000)
- Kahin Pyaar Na Ho Jaaye, regia di K. Muralimohana Rao (2000)
- Chori Chori Chupke Chupke, regia di Abbas Alibhai Burmawalla e Mastan Alibhai Burmawalla (2001)
- Bas Itna Sa Khwaab Hai..., regia di Goldie Behl (2001)
- Nayak: The Real Hero, regia di S. Shankar (2001)
- Kabhi Khushi Kabhie Gham..., regia di Karan Johar (2001)
- Vogliamo essere amici? (Mujhse Dosti Karoge!), regia di Kunal Kohli (2002)
- Saathiya, regia di Shaad Ali (2002)
- Chalo Ishq Ladaaye, regia di Aziz Sejawal (2002)
- Chalte Chalte (2003)
- Calcutta Mail (2003)
- Chori Chori (2003)
- LOC Kargil (2003)
- Yuva (2004)
- Io & tu - Confusione d'amore (Hum Tum) (2004)
- Veer-Zaara (2004)
- Black (2005)
- Bunty Aur Babli (2005)
- Paheli (2005)
- The Rising (2005)
- Non dire mai addio (Kabhi Alvida Naa Kehna) 2006)
- Baabul (2006)
- Ta Ra Rum Pum 2007)
- La verità negli occhi (Laaga Chunari Mein Daag - Journey Of A Woman) (2007)
- Om Shanti Om (Comparsa speciale nella canzone Deewangi Deewangi)	(2007)
- Saawariya - La voce del destino (2007)
- Un pizzico d'amore e di magia (Thoda Pyaar Thoda Magic) (2008)
- Un incontro voluto dal cielo (Rab Ne Bana Di Jodi) (Comparsa speciale nella canzone Phir Milenge Chalte Chalte ) (2008)
- Luck by Chance (comparsa speciale) (2009)
- Dil Bole Hadippa (2009)
- No One Killed Jessica (2011)
- Aiyyaa (2012)
- Talaash (2012)
- Bombay Talkies (2013)
- Mardaani (2014)
- Hitchki (2018)